# 이교부
이교부(李敎夫, 1940년 7월 18일 ~ )는 기독계열 신흥종교 교주로 1969년에 전북 이리에 주현교회(삭발교)를 창시하였다. 창시이후 금욕을 강조했으나 1978년에 있었던 일명 '나체댄스 사건'으로 조직이 와해 되었다. 1996년에 '주현교부'라는 신흥종교를 만들어 재기를 시도했으나 실패한 후 구제사업에 힘쓰고 있다. 그가 처음 창시한 '삭발교'는 1996년 말에 세상을 떠들썩하게 만들었던 '아가동산'의 전신으로 알려져 있으며, 아가동산을 설립한 김기순은 과거 이교부를 추종하던 신자였다.

## 생애

### 어린 시절
1940년 7월 18일 전북 김제군 공덕면 회룡리 695번지에서 출생한 이교부(李敎夫)는 어려서 부터 장로교에 출석하여 11세때 세례를 받았다. 편모 슬하에서 성장한 그는 2남1녀중 막내였으나 손위 형은 한국전쟁(6·25사변)때 죽었다. 이교부는 어렸을 때 넘어져서 입은 팔의 부상으로 군 면제판정을 받았다.
고향에서 초등학교를 나온 후 15∼16세 때 전주고등성경학교 2년을 중퇴하고 전북 익산군 삼기면 기산리에서 임시 전도사로 시무했다. 믿음에 대한 열정이 넘쳤던 이교부는 정미소 헛간을 빌려 예배처를 만들었고 이에 감동한 본 교회(평화교회) 목사가 예배를 맡아줄 정도였다. 그는 1968년 8월 20일 기산리로 이사하여 교회에 봉사하였다. 

### 삭발교 창시
1969년 8월 26일 전북 이리시 주현동 174 - 4에 기독교계열의 어느 교단에도 소속되지 않은 주현교회를 개척했다. 당시 사람들은 이 교회를 '식발교'라 불렀다. 이는 그가 삭발한 채 검은 옷이나 한복, 두루마기에 검정 고무신을 신고 다녔고 일부 신도들도 삭발을 하였기 때문이었다. 그는 자신의 이런 행각에 대해 그가 존경하는 김현봉 목사의 영향을 받은 것이라 설파했다.
또한, 그는 김현봉 목사가 육식을 하지 않았고,  여행을 할 때도 줄곧 완행열차만 이용하는 등 매우 검소했으며, 특히 천연두를 앓은 노처녀와 혼인했으나 결혼후에도 간음을 버리기 위해 동침하지 않고 동정을 지키며 금욕적인 생활을 했다고 하였다. 따라서 자신도 김현봉 목사를 본받아 아내의 손목 한번 잡아보지 않았다는 등의 매우 금욕적인 생활을 실천하고 있다고 설교를 하여 신자들의 감동을 이끌어내곤 했다. 그 덕에 교세를 크게 확장시키는데 성공했는데, 주일예배 참석자 수가 1,500명이 넘어섰고 전국적인 부흥강사로 활동하기도 했다. 

### 나체댄스 사건
그러나 그의 정체는 1978년 말 이른바 '나체댄스사건'으로 만천하에 드러났다. 이교부는 그해 12월 경부터 피아노 반주자인 신 모양과 강단에 올라서서 완전 알몸이 되어 전체 교인들이 보는 앞에서 포옹을 한 상태에서 강단 위에서 한 바퀴 돌기도 했고, 신자들과 함께 옷을 입지 않은 상태로 나체춤을 추며 예배를 보기도 했다. 이때 훗날 아가동산을 창시한 김기순(金己順, 女) 역시 '내사랑'이라는 애칭으로 나체 댄스 예배에 동참했었다.
또한 주일날 밤에는 심판을 한다는 미명하에 교인들을 무차별 구타하기도 했다. 나체댄스 사건이 전국적으로 알려지자 이에 대해 항의하기 위해 서울에서 내려간 동료목사 등 8명을 광신도들을 동원하여 1시간 동안 감금한 후 집단폭행을 행사한 후에 삭발까지 시켜버렸다. 이로 인해 2년 6개월의 실형을 선고받고 수감생활을 했다. 이 사건으로 이탈자가 속출하고 교세가 위축되기 시작했다.

### 세력 붕괴
이교부가 복역중일때 주현교회(삭발교)에서 신앙생활을 하던 김기순(金己順, 1940년생, 女)이라는 여신도가 김재동 목사(1991년 사망)와 함께 자주 면회오기도하고 조직을 잘 추스리고 있기에 그녀를 신임했다. 그러나 김기순은 이교부의 신임을 바탕으로 서울 상계동 방향에 거주하는 교인과 서울 경기 일대 거주 교인들을 규합하여 자신만의 세를 모으고 관리하기 시작하였다. 이 때문에 이교부가 1981년 4월에 출소한 후 김기순과 본격적으로 갈등이 시작되었다. 그가 김기순에게 출교를 명하자, 김기순은 3백여 명의 교인을 이끌고 이탈해 서울 묵동에 있는 2층 건물을 세내어 집회를 열며 독자노선을 걷기 시작했다. 
이후 김기순은 자신을 따르는 이탈자들과 함께 여러 수익사업을 통해 자금을 모았고 1982년에 경기도 이천에 땅을 사들여 '아가동산' 이라는 공동체겸 신흥종교 단체를 만들었다. 김기순은 이탈자들의 지도자가 되어 그들을 이끌고 이천으로 이주한 후 이교부가 수감생활을 하는 동안 주현교회를 이탈하여 방황하던 신도들을 끌어모아 자연스럽게 더욱 세력을 확장해나갔고 이로 인해 이교부의 주현교회(삭발교)는 와해되었다.

### 재기 실패
리더쉽이 붕괴되어 할 수 있는 일이 없자 주현교회라는 간판을 내리고 소수의 추종자들과 공동체를 만들어 건물내에 걸인, 부랑자, 연고자가 없는 불구자 및 노약자를 데려다 돌보는 등 구제활동을 했다. 그런 그의 공동체에 1990년대 후반부터 아가동산의 이탈자들이 찾아왔다. 그들은 그간 폐쇄적으로 운영되어온 아가동산내에서 벌어진 폭행, 살인, 노동착취 등의 사건, 사고에 대해서 제보를 하며 이교부의 도움을 요청했다. 이탈자들의 다수가 과거 자신의 교인들이였기도 했고 평소 김기순과 아가동산의 붕괴와 자신의 재기의 기회를 노리던 이교부에게 좋은 기회였다. 
1996년 1월에 기독교적인 색채을 완전히 제거한 '주현교부'라는 신흥종교 단체를 설립한후 세력을 규합하고 '아가동산 사건' 피해자들을 모아 탄원서 작성과 변호사 선임을 도왔다. 1996년 12월에 김기순과 아가동산 핵심간부들이 구속되면서 이교부의 재기가 성공적으로 진행되는 듯 했다. 그러나 김기순측은 조세포탈 등에 대해서만 유죄를 선고받았을뿐, 폭력과 살인에 대해서는 무죄를 선고받았으며 특히 김기순이 1997년 10월에 보석으로 출소하여  아가동산을 다시 추스리게 되면서 그의 재기는 실패로 끝났다. 이후에는 다시 구제사업에 집중하고 있다.

## 같이 보기
- 신흥종교
- 한국의 신흥종교

- 나는 신이다, 신이 배신한 사람들